# Nemoura kopetdaghi
Nemoura kopetdaghi är en bäcksländeart som beskrevs av Zhiltzova 1976. Nemoura kopetdaghi ingår i släktet Nemoura och familjen kryssbäcksländor. Inga underarter finns listade i Catalogue of Life.